# Бардорф
Бардорф (нім. Bahrdorf) — громада в Німеччині, розташована в землі Нижня Саксонія. Входить до складу району Гельмштедт. Складова частина об'єднання громад Фельпке.
Площа — 40,59 км2. Населення становить 1844 ос. (станом на 31 грудня 2021).